# Luís Amaro de Oliveira
Luís Amaro Joaquim de Oliveira (Braga, 7 de julho de 1920 — Póvoa de Varzim, 16 de janeiro de 1991) foi um professor liceal autor de várias edições didáticas, textos pedagógicos e ensaios sobre literatura portuguesa.

## Biografia
Luís Amaro de Oliveira nasceu em Santa Tecla, Braga, a 7 de julho de 1920, filho de Amaro José de Oliveira e de Izilda Martins de Albuquerque. Foi seu padrinho de baptismo o seu tio paterno Joaquim José Oliveira, ministro da Instrução Pública do governo de Alfredo de Sá Cardoso. Casou-se em 1949 com Maria Margarida Duarte da Fonseca, neta de Eduardo da Fonseca, figura activa no meio artístico portuense do seu tempo. É seu sobrinho o Prof. Luís António de Oliveira Ramos, ex-Reitor da Universidade do Porto.
Licenciou-se em Filologia Românica pela Faculdade de Letras da Universidade de Lisboa em 1945, com a defesa da sua tese sobre o poeta António Feijó, em que foi arguente Vitorino Nemésio. Foram professores seus Hernâni Cidade, António José Saraiva, Delfim Santos e Vitorino Nemésio. Aí firmou amizade com Sebastião da Gama, Matilde Rosa Araújo e Francisco Luís Amaro, entre outros amigos e condiscípulos.
Logo após a sua licenciatura dedicou-se a publicar os seus estudos sobre a vida e obra de Cesário Verde, tendo por sua iniciativa sido feita uma homenagem ao poeta em Linda-a-Pastora e aí sido descerrada uma lápide, em 18 de junho de 1950 , na casa onde o poeta passou a sua infância. Tendo entretanto mudado de residência de Lisboa para a Apúlia (Esposende) e depois para a Póvoa de Varzim, foi até ao fim dos seus dias professor de liceu nesta cidade e no Porto.
Fez parte de um grupo de tertúlia literária que, a partir do início dos anos sessenta, reunia semanalmente no Diana-Bar da Póvoa de Varzim, ou no Restaurante Marisqueira em A-Ver-o-Mar (o "grupo dos sábados"), de que faziam parte José Régio, João Francisco Marques, Orlando Taipa, Flávio Gonçalves, Pacheco Neves e Manuel de Oliveira.
Um de seus livros, Viagens na Minha Terra, foi recomendado pelo Plano Nacional de Leitura do governo português para o 3º Ciclo. Outro livro, Farsa chamada Auto da Índia, no qual ele escreve o prefácio foi recomendado para a 9º ano.

## Obras
- Luís Amaro de Oliveira (1944): "Cesário Verde: Novos Subsídios para o Estudo da sua Personalidade" (Editora Nobel, Coimbra, 1944)[10]

- Luís Amaro de Oliveira e Manuel José Antunes Coimbra (1947): "Um Pouco de Tudo - Leituras" (Livraria Popular, Lisboa, 1947)

- Luís Amaro de Oliveira (1949): "3 sentidos fundamentais na poesia de Cesário", Lisboa, 1949.[11][12]

- Luís Amaro de Oliveira (1965): "Antologia de Lendas, Narrativas e Contos" (Para o 2.º e 3.º ciclos dos liceus c/ perguntas de orientação e análise de textos). Porto Editora. 1965. (Com desenhos de José Régio, Júlio Resende e Bravo Neves.)[11]

- Luís Amaro de Oliveira (1960): "A História e a Lenda na Interpretação da Personalidade do Infante". Tipografia Cávado, Esposende, 1960.[13][14]

- Feliciano Ramos, Luís Amaro de Oliveira (1968): "Os grandes escritores do Renascimento (Textos do século XVI)". Livraria Cruz, Braga, 1968 - 626 páginas

- Luís Amaro de Oliveira (1974): "Viagens na Minha Terra de Almeida Garrett". Realização didáctica. Porto Editora. 1974.[8]

- Luís Amaro de Oliveira (1974): "Gil Vicente - Farsa Chamada Auto da Índia". Realização didáctica. Porto Editora. 1974.

- Luís Amaro de Oliveira (1976): "Amor de Perdição de Camilo Castelo Branco". Realização didáctica (dedicada a Manuel de Oliveira[15]). Porto Editora. 1976.

- Maria António Gandra e Luís Amaro de Oliveira (1979): "Caderno para uma direcção de leitura de 'Os Maias'". Com sínteses críticas, questionário de análise literária, temas para composições, ficha de leitura. Porto : Porto Editora, 1979.

- Luís Amaro de Oliveira (1982): "Frei Luís de Sousa de Almeida Garrett". Realização didáctica (dedicada a António Salgado Júnior). Porto Editora. 1982. Esta edição compreende informações sobre a vida e a obra de Almeida Garrett com juízos críticos sobre a obra, um plano de estudo da obra, comentário de vocábulos e da nomenclatura literária.[16]